# Кінонагорода MTV за найкращий прорив року
Кінонагорода MTV за найкращий прорив року (англ. MTV Movie Award for Best Breakthrough Performance) вручається з 1992 року. З 1999 по 2005 рік, а також 2009 року вона була поділена на дві категорії: найкращий прорив у чоловічій ролі та найкращий прорив у жіночій ролі.

## Переможці й номінанти

### 1990-ті
| Рік                     | Переможці й номінанти                      | Фільм                      | Роль |
| ----------------------- | ------------------------------------------ | -------------------------- | ---- |
| 1992                    |                                            |                            |      |
| Едвард Фурлонг          | Термінатор 2: Судний день                  | Джон Коннор                |      |
| Анна Кламскі            | Моя дочка                                  | Вейда Сальтенфусс          |      |
| Ice-T                   | Нью-Джек-Сіті                              | Скотті Епплтон             |      |
| Кемпбелл Скотт          | Померти молодим                            | Віктор Геддес              |      |
| Кімберлі Вільямс-Пейслі | Батько нареченої                           | Енні Бенкс                 |      |
| 1993                    |                                            |                            |      |
| Маріса Томей            | Мій кузен Вінні                            | Мона Ліза Віто             |      |
| Геллі Беррі             | Бумеранг                                   | Анджела Льюїс              |      |
| Вітні Г'юстон           | Охоронець                                  | Рейчел Меррон              |      |
| Кеті Наджимі            | Сестро, дій                                | сестра Мері Патрік         |      |
| Розі О'Доннелл          | Їх власна ліга                             | Дорріс Мерфі               |      |
| 1994                    |                                            |                            |      |
| Алісія Сільверстоун     | Захоплення                                 | Едріан / Дарьян Форрестер  |      |
| Рейф Файнз              | Список Шиндлера                            | Амон Гет                   |      |
| Джейсон Скотт Лі        | Дракон: Історія Брюса Лі                   | Брюс Лі                    |      |
| Росс Мелінгер           | Несплячі в Сієтлі                          | Джона Болдвін              |      |
| Джейсон Джеймс Ріхтер   | Звільніть Віллі                            | Джессі                     |      |
| 1995                    |                                            |                            |      |
| Кірстен Данст           | Інтерв'ю з вампіром: Хроніка життя вампіра | Клодія                     |      |
| Тім Аллен               | Санта-Клаус                                | Скотт Келвін / Санта-Клаус |      |
| Кемерон Діаз            | Маска                                      | Тіна Карлайл               |      |
| Г'ю Ґрант               | Чотири весілля і похорон                   | Чарльз                     |      |
| Майкелті Вільямсон      | Форрест Ґамп                               | Бубба Блу                  |      |
| 1996                    |                                            |                            |      |
| Джордж Клуні            | Від заходу до світанку                     | Сет Геко                   |      |
| Шон Патрік Фланері      | Пудра                                      | Джеремі «Пудра» Рід        |      |
| Наташа Генстридж        | Особина                                    | Сіл                        |      |
| Лела Рошон              | В очікуванні видиху                        | Робін Стокс                |      |
| Кріс Такер              | П'ятниця                                   | Смокі                      |      |
| 1997                    |                                            |                            |      |
| Меттью Мак-Конагей      | Час вбивати                                | Джейк Тайлер Брігенс       |      |
| Вівіка А. Фокс          | День незалежності                          | Жасмін Дубров              |      |
| Кортні Лав              | Народ проти Ларрі Флінта                   | Алтея Флінт                |      |
| Юен Мак-Грегор          | На голці                                   | Марк Рентон                |      |
| Рене Зеллвегер          | Джеррі Магуайер                            | Дороті Бойд                |      |
| 1998                    |                                            |                            |      |
| Гізер Грем              | Ночі в стилі бугі                          | Ролергьорл                 |      |
| Джої Лорен Адамс        | У гонитві за Емі                           | Алісса Джонс               |      |
| Руперт Еверетт          | Весілля мого найкращого друга              | Джордж Доунз               |      |
| Сара Мішель Геллар      | Я знаю, що ви скоїли минулого літа         | Гелен Шиверс               |      |
| Дженніфер Лопес         | Селена                                     | Селена                     |      |
| 1999                    |                                            |                            |      |
| Джеймс Ван Дер Бік      | Студентська команда                        | Джонатан «Мокс» Моксон     |      |
| Рей Аллен               | Його гра                                   | Ісус Шаттлсворт            |      |
| Джозеф Файнз            | Закоханий Шекспір                          | Вільям Шекспір             |      |
| Джош Гартнетт           | Хелловін: 20 років по тому                 | Джон Тейт                  |      |
| Кріс Рок                | Смертельна зброя 4                         | Детектив Лі Бесквітер      |      |
| Кеті Голмс              | Непристойна поведінка                      | Рейчел Вагнер              |      |
| Кейт Бланшетт           | Єлизавета                                  | Єлизавета I                |      |
| Бренді Норвуд           | Я досі знаю, що ви скоїли минулого літа    | Карла Вілсон               |      |
| Рейчел Лі Кук           | Це все вона                                | Ленні Боггс                |      |
| Кетрін Зета-Джонс       | Маска Зорро                                | Єлена                      |      |

### 2000-ні
| Рік                   | Переможці й номінанти                               | Фільм                             | Роль |
| --------------------- | --------------------------------------------------- | --------------------------------- | ---- |
| 2000                  |                                                     |                                   |      |
| Гейлі Джоел Осмент    | Шосте відчуття                                      | Коул Сіер                         |      |
| Веслі Бентлі          | Краса по-американськи                               | Ріккі Фітс                        |      |
| Джейсон Біггз         | Американський пиріг                                 | Джим Левенстейн                   |      |
| Майкл Кларк Дункан    | Зелена миля                                         | Джон Коффі                        |      |
| Джеймі Фокс           | Щонеділі                                            | «Стімін» Віллі Бімен              |      |
| Джулія Стайлз         | 10 речей, які я в тобі ненавиджу                    | Кет Стетфорд                      |      |
| Сельма Блер           | Жорстокі ігри                                       | Сесіль Колдвелл                   |      |
| Шеннон Елізабет       | Американський пиріг                                 | Надя                              |      |
| Керрі-Енн Мосс        | Матриця                                             | Триніті                           |      |
| Гіларі Свенк          | Хлопці не плачуть                                   | Брендон Тіна                      |      |
| 2001                  |                                                     |                                   |      |
| Шон Патрік Томас      | Збережи останній танець                             | Дерек Рейнольдс                   |      |
| Джек Блек             | Фанатик                                             | Баррі                             |      |
| Патрік Фьюджит        | Майже знамениті                                     | Вільям Міллер                     |      |
| Том Грін              | Дорожні пригоди                                     | Баррі                             |      |
| Г'ю Джекмен           | Люди Ікс                                            | Джеймс Гоулетт/Лоґан/Росомаха     |      |
| Ештон Кутчер          | Чувак, де моя машина?                               | Джессі Монтгомері III             |      |
| Еріка Крістенсен      | Трафік                                              | Керолін Вейкфілд                  |      |
| Алія                  | Ромео повинен померти                               | Тріш О'Дей                        |      |
| Анна Фаріс            | Дуже страшне кіно                                   | Сінді Кемпбелл                    |      |
| Пайпер Перабо         | Бар «Бридкий койот»                                 | Вайолет Сенфорд                   |      |
| Чжан Цзиї             | Тигр підкрадається, дракон ховається                | Джен Цзяолун                      |      |
| 2002                  |                                                     |                                   |      |
| Орландо Блум          | Володар перснів: Братерство персня                  | Леґолас                           |      |
| DMX                   | Наскрізні поранення                                 | Латрелл Вокер / Леон Роллінз      |      |
| Колін Генкс           | Країна чудіїв                                       | Шон Брамдер                       |      |
| Денієл Редкліфф       | Гаррі Поттер і філософський камінь                  | Гаррі Поттер                      |      |
| Пол Вокер             | Форсаж                                              | Брайн О’Коннер                    |      |
| Менді Мур             | Пам'ятна прогулянка                                 | Джеймі Саліван                    |      |
| Пенелопа Крус         | Кокаїн                                              | Мірта Янг                         |      |
| Енн Гетевей           | Щоденники принцеси                                  | Міа Термополис                    |      |
| Шеннін Соссамон       | Історія лицаря                                      | Джоселін                          |      |
| Брітні Спірс          | Перехрестя                                          | Люсі                              |      |
| 2003                  |                                                     |                                   |      |
| Емінем                | Восьма миля                                         | Джиммі «Бі-Кролик» Сміт           |      |
| Нік Кеннон            | Drumline                                            | Девон Майлз                       |      |
| Кіран Калкін          | Ігбі йде на дно                                     | Джейсон «Ігбі» Слокамб мол.       |      |
| Дерек Люк             | Антуан Фішер                                        | Антуан Фішер                      |      |
| Раян Рейнольдс        | Король вечірок                                      | Венс «Вен» Вайлдер мол.           |      |
| Дженніфер Гарнер      | Шибайголова                                         | Електра Начіос / Електра          |      |
| Кейт Босворт          | Блакитна хвиля                                      | Енн Марі Чедвік                   |      |
| Ів                    | Перукарня                                           | Террі Джонс                       |      |
| Меггі Джилленгол      | Секретарка                                          | Лі Голловей                       |      |
| Бейонсе               | Остін Паверс: Золотий орган                         | Фоксі                             |      |
| 2004                  |                                                     |                                   |      |
| Шон Ешмор             | Люди Ікс 2                                          | Боббі Дрейк/Айсмен (Людина-Лід)   |      |
| Шая Лабаф             | Скарб                                               | Стенлі «Печерна людина» Єльнац IV |      |
| Ludacris              | Подвійний форсаж                                    | Тедж Паркер                       |      |
| Omarion               | Танці Вулиць                                        | Девід                             |      |
| Кілліан Мерфі         | 28 днів потому                                      | Джим                              |      |
| Ліндсі Лохан          | Шалена п'ятниця                                     | Анна Коулман                      |      |
| Джессіка Біл          | Техаська різанина бензопилою                        | Ерін Гардесті                     |      |
| Скарлетт Йоганссон    | Труднощі перекладу                                  | Шарлотта                          |      |
| Кіра Найтлі           | Пірати Карибського моря: Прокляття «Чорної перлини» | Елізабет Свон                     |      |
| Еван Рейчел Вуд       | Тринадцять                                          | Трейсі Фріленд                    |      |
| 2005                  |                                                     |                                   |      |
| Джон Гідер            | Наполеон Динаміт                                    | Наполеон Динаміт                  |      |
| Зак Брафф             | Країна садів                                        | Ендрю Ларджмен                    |      |
| Фредді Гаймор         | Чарівна країна                                      | Пітер                             |      |
| Тім Макгро            | У променях слави                                    | Чарльз Біллінгслі                 |      |
| Тайлер Перрі          | Щоденник божевільної чорної жінки                   | Медея/Брайан/Джо                  |      |
| Рейчел Мак-Адамс      | Погані дівчиська                                    | Реджина Джордж                    |      |
| Ашанті                | Тренер Картер                                       | Кіра                              |      |
| Еліша Катберт         | Сусідка                                             | Деніел                            |      |
| Брайс Даллас Говард   | Таємничий ліс                                       | Айві Елізабет Вокер               |      |
| Еммі Россум           | Післязавтра                                         | Лаура Чепмен                      |      |
| 2006                  |                                                     |                                   |      |
| Айла Фішер            | Непрохані гості                                     | Глорія Клірі                      |      |
| Андре Бенджамін       | Кров за кров                                        | Джеремія Мерсер                   |      |
| Дженніфер Карпентер   | Шість демонів Емілі Роуз                            | Емілі Роуз                        |      |
| Тараджі Генсон        | Метушня і рух                                       | Шуг                               |      |
| Романі Малко          | Сорокалітній незайманий                             | Джей                              |      |
| Корнел Гейнс          | Все або нічого                                      | Ерл Меггет                        |      |
| 2007                  |                                                     |                                   |      |
| Джейден Сміт          | У гонитві за щастям                                 | Крістофер Гарднер                 |      |
| Емілі Блант           | Диявол носить «Прада»                               | Емілі                             |      |
| Ебігейл Бреслін       | Маленька міс Щастя                                  | Олів Гувер                        |      |
| Ліна Гіді             | 300 спартанців                                      | цариця Горго                      |      |
| Коламбус Шорт         | Братство танцю                                      | Ді-Джей Вільямс                   |      |
| Джастін Тімберлейк    | Альфа Дог                                           | Френкі «Натс» Белленбачер         |      |
| 2008                  |                                                     |                                   |      |
| Зак Ефрон             | Лак для волосся                                     | Лінк Ларкін                       |      |
| Ніккі Блонскі         | Лак для волосся                                     | Трейсі Тернблад                   |      |
| Кріс Браун            | Це Різдво                                           | Майкл «Бейбі» Вітфілд             |      |
| Майкл Сера            | Суперперці                                          | Еван                              |      |
| Меган Фокс            | Трансформери                                        | Мікаела Бейнс                     |      |
| Джона Гілл            | Суперперці                                          | Сет                               |      |
| Крістофер Мінц-Плассе | Суперперці                                          | Фогель                            |      |
| Сет Роґен             | Трошки вагітна                                      | Бен Стоун                         |      |
| 2009                  |                                                     |                                   |      |
| Роберт Паттінсон      | Сутінки                                             | Едвард Каллен                     |      |
| Бен Барнс             | Хроніки Нарнії: Принц Каспіан                       | Принц Каспіан                     |      |
| Тейлор Лотнер         | Сутінки                                             | Джейкоб Блек                      |      |
| Дев Пател             | Мільйонер із нетрів                                 | Джамаль                           |      |
| Боббі Дж. Томпсон     | Дорослі забави                                      | Ронні                             |      |
| Ешлі Тісдейл          | Шкільний мюзикл: Випускний                          | Шарпей Еванс                      |      |
| Майлі Сайрус          | Ханна Монтана                                       | Майлі Стюарт                      |      |
| Кет Деннінгс          | Будь моїм хлопцем на 5 хвилин                       | Нора                              |      |
| Ванесса Енн Гадженс   | Шкільний мюзикл: Випускний                          | Габріелла Монтез                  |      |
| Фріда Пінто           | Мільйонер із нетрів                                 | Олдер Латіка                      |      |
| Аманда Сайфред        | Мамма Міа!                                          | Софі                              |      |

### 2010-ті
| Рік                         | Переможці й номінанти               | Фільм                     | Роль |
| --------------------------- | ----------------------------------- | ------------------------- | ---- |
| 2010                        |                                     |                           |      |
| Анна Кендрік                | Вище неба                           | Наталі Кінер              |      |
| Квінтон Аарон               | Невидима сторона                    | Майкл Оер                 |      |
| Зак Галіфіанакіс            | Похмілля у Вегасі                   | Алан                      |      |
| Логан Лерман                | Персі Джексон та Викрадач блискавок | Персі Джексон             |      |
| Кріс Пайн                   | Зоряний шлях                        | Джеймс Тіберій Кірк       |      |
| Габурі Сідібе               | Скарб                               | Клейріс «Precious» Джонс  |      |
| 2011                        |                                     |                           |      |
| Хлоя Моріц                  | Пипець                              | Мінді Макріді/ Убивайко   |      |
| Джей Чоу                    | Зелений шершень                     | Като                      |      |
| Ендрю Гарфілд               | Соціальна мережа                    | Едуардо Саверін           |      |
| Ксав'єр Семюель             | Сутінки. Сага: Затемнення           | Райлі Бірс                |      |
| Гейлі Стайнфельд            | Справжня мужність                   | Метті Росс                |      |
| Олівія Вайлд                | Трон: Спадок                        | Кворра                    |      |
| 2012                        |                                     |                           |      |
| Шейлін Вудлі                | Нащадки                             | Александра «Алекс» Кінг   |      |
| Ель Феннінг                 | Супер 8                             | Аліса Дайнард             |      |
| Мелісса Маккарті            | Подружки нареченої                  | Меґан Прайс               |      |
| Руні Мара                   | Дівчина з тату дракона              | Лісбет Саландер           |      |
| Ліам Гемсворт               | Голодні ігри                        | Гейл Готорн               |      |
| 2013                        |                                     |                           |      |
| Ребел Вілсон                | Ідеальний голос                     | Товста Емі                |      |
| Езра Міллер                 | Переваги скромників                 | Патрік                    |      |
| Едді Редмейн                | Знедолені                           | Маріус Понтмерсі          |      |
| Сурадж Шарма                | Життя Пі                            | Пі Патель                 |      |
| Кувенжане Волліс            | Звірі дикого Півдня                 | Хашпаппі                  |      |
| 2014                        |                                     |                           |      |
| Вілл Поултер                | Ми — Міллери                        | Кенні Роззмор             |      |
| Ліам Джеймс                 | Шлях, шлях додому                   | Дункан                    |      |
| Марґо Роббі                 | Вовк з Уолл-стріт                   | Наомі Лапалья             |      |
| Майкл Б. Джордан            | Станція Фрутвейл                    | Оскар Ґрант               |      |
| Майлз Теллер                | Захоплюючий час                     | Саттер Кілі               |      |
| 2015                        |                                     |                           |      |
| Ділан О'Браєн               | Той, що біжить лабіринтом           | Томас                     |      |
| Енсел Елгорт                | Винні зірки                         | Огастус Вотерс            |      |
| Девід Оєлово                | Сельма                              | Мартін Лютер Кінг         |      |
| Еллар Колтрейн              | Юність                              | Мейсон                    |      |
| Розамунд Пайк               | Загублена                           | Емі Елліот Данн           |      |
| 2016                        |                                     |                           |      |
| Дейзі Рідлі                 | Зоряні війни: Пробудження Сили      | Рей                       |      |
| Емі Шумер                   | Дівчина без комплексів              | Емі Таунсенд              |      |
| Брі Ларсон                  | Кімната                             | Ма (Джой)                 |      |
| Дакота Джонсон              | П'ятдесят відтінків сірого          | Анастейша (Ана) Стіл      |      |
| Джон Боєга                  | Зоряні війни: Пробудження Сили      | Фінн/FN-2187              |      |
| Майлз О'Ші Джексон-молодший | Просто із Комптона                  | Ice Cube                  |      |
| 2017                        |                                     |                           |      |
| Деніел Калуя                | Пастка                              | Кріс Вашингтон            |      |
| Різ Ахмед                   | Бунтар Один. Зоряні Війни. Історія  | Бодгі Рук                 |      |
| Кріссі Метз                 | Це — ми                             | Ребекка Пірсон            |      |
| Ісса Рей                    | Insecure                            | Ісса Ді                   |      |
| Яра Шахіді                  | Темніють                            | Зої Джонсон               |      |
| 2018                        |                                     |                           |      |
| Тіффані Геддіш              | Ульотні дівчата                     | Діна                      |      |
| Ієн Армітідж                | Велика маленька брехня Юний Шелдон  | Зіггі Чепмен Шелдон Купер |      |
| Тімоті Шаламе               | Назви мене своїм ім'ям              | Еліо Перлман              |      |
| Кетрін Ленґфорд             | 13 причин чому                      | Ганна Бейкер              |      |
| Нік Робінсон                | З любов'ю, Саймон                   | Саймон                    |      |
| Летиція Райт                | Чорна Пантера                       | Шурі                      |      |
| 2019                        |                                     |                           |      |
| Ной Сентінео                | Усім хлопцям, яких я кохала раніше  | Пітер Кавинський          |      |
| Аквафіна                    | Шалено багаті азійці                | Го Пек Лін                |      |
| Шуті Гатва                  | Сексуальна освіта                   | Ерік Ефіонґ               |      |
| Гейлі Лу Річардсон          | За крок один від одного             | Стелла Грант              |      |
| Мікаела Хае Родрігес        | Поза                                | Бланка Родрігес           |      |

### 2020-ті
| Рік              | Переможці й номінанти                          | Фільм                                          | Роль                                           |
| ---------------- | ---------------------------------------------- | ---------------------------------------------- | ---------------------------------------------- |
| 2020             | Церемонію не проводили через пандемію COVID-19 | Церемонію не проводили через пандемію COVID-19 | Церемонію не проводили через пандемію COVID-19 |
| 2021             |                                                |                                                |                                                |
| Реге-Жан Пейдж   | Бріджертони                                    | Саймон Бассет, герцог Гастінґс                 |                                                |
| Марія Бакалова   | Борат 2                                        | Тутар Саґдієва                                 |                                                |
| Антонія Джентрі  | Джинні й Джорджія                              | Джинні Міллер                                  |                                                |
| Пол Мескаль      | Нормальні люди                                 | Коннелл Волрдон                                |                                                |
| Ешлі Парк        | Емілі в Парижі                                 | Мінді Чен                                      |                                                |
| 2022             |                                                |                                                |                                                |
| Софія Ді Мартіно | Локі                                           | Сільві                                         |                                                |
| Аріана ДеБоз     | Вестсайдська історія                           | Аніта                                          |                                                |
| Ганна Айнбіндер  | Хитрощі                                        | Ава Деніелс                                    |                                                |
| Алана Хаїм       | Локрична піца                                  | Алана Кейн                                     |                                                |
| Чон Хо Йон       | Гра в кальмара                                 | Кан Се Бьок (№ 067)                            |                                                |
| 2023             |                                                |                                                |                                                |
| Джозеф Квінн     | Дивні дива                                     | Едді Мансон                                    |                                                |
| Bad Bunny        | Швидкісний поїзд                               | Вовк                                           |                                                |
| Белла Рамзі      | Останні з нас                                  | Еллі                                           |                                                |
| Емма Д'арсі      | Дім дракона                                    | Рейніра Таргарієн                              |                                                |
| Рейчел Сеннотт   | Тіло, тіло, тіло                               | Аліса                                          |                                                |